# Menophra nycthemeraria
Menophra nycthemeraria är en fjärilsart som beskrevs av Jacob Hübner 1828-1831. Menophra nycthemeraria ingår i släktet Menophra och familjen mätare. Inga underarter finns listade i Catalogue of Life.